# Begonia descoleana
Espèce
Begonia descoleana est une espèce de plantes de la famille des Begoniaceae. Ce bégonia est originaire d'Argentine. L'espèce fait partie de la section Ephemera. Elle a été décrite en 1950 par Lyman Bradford Smith (1904-1997) et Bernice Giduz Schubert (1913-2000). L'épithète spécifique descoleana est un hommage au botaniste argentin Horacio Raul Descole (es) (1910-1984).
En 2018, l'espèce a été assignée à une nouvelle section Ephemera, au cycle annuel, au lieu de la section Begonia.

## Répartition géographique
Cette espèce est originaire des pays suivants : Argentine ; Brésil.